# فرانثيسكو سانتشيث لونا
فرانثيسكو سانتشيث لونا (بالإسبانية: Francisco Sánchez Luna، ولد في 19 سبتمبر 1965، أليكانتي، إسبانيا) لاعب إسباني، تنافس في سباق القوارب الشراعية، شارك في فئة 470 برفقة مواطنه الإسباني جوردي كالافات.
حصل على الميدالية الذهبية في دورة الألعاب الأولمبية الصيفية 1992 في برشلونة، كما حاز على ميداليتين ذهبيتين في بطولات العالم للشراع في فئة 470.

## إنجازاته

### الألعاب الأولمبية الصيفية
- 1992 برشلونة  إسبانيا:  ميدالية ذهبية للشراع في فئة 470.

### بطولة العالم للقوارب الشراعية فئة 470
- 1989 تسو مي :  ميدالية فضية للشراع في فئة 470.
- 1990 ميديمبلك  هولندا:  ميدالية فضية للشراع في فئة 470.
- 1992 روتا  إسبانيا:  ميدالية ذهبية للشراع في فئة 470.
- 1993 كوزون  فرنسا:  ميدالية ذهبية للشراع في فئة 470.

### بطولة أوروبا للقوارب الشراعية فئة 470
- 1994 روبل  ألمانيا:  ميدالية برونزية للشراع في فئة 470.

## روابط خارجية
- فرانثيسكو سانتشيث لونا على موقع أوليمبيديا (الإنجليزية)
- فرانثيسكو سانتشيث لونا على موقع اللجنة الأولمبية الإسبانية (الإسبانية)